# Миккелсен, Верн
Арильд Вернер Агерсков «Верн» Миккелсен (англ. Arild Verner Agerskov "Vern" Mikkelsen; 21 октября 1928 года, Фресно, Калифорния — 21 ноября 2013 года, Уайзета, Миннесота) — американский профессиональный баскетболист, выступавший в Национальной баскетбольной ассоциации. Был одним из первых мощных форвардов НБА в 1950-е годы, кроме того был известен своей крепкой обороной. Четырёхкратный чемпион НБА в составе «Миннеаполис Лейкерс». Член Зала славы баскетбола с 1995 года.

## Ранние годы жизни
Верн Миккелсен родился во Фресно (штат Калифорния), вырос в городе Асков (штат Миннесота), главным образом состоящего из датско-американского населения. В 1945 году Верн поступил в университет Хамлайна в городе Сент-Пол (штат Миннесота), где выступал за баскетбольную команду «Хамлайн Пайперс», за что с 16-летнего возраста получал стипендию. В последний год своего обучения в университете «Хамлайн Пайперс» выиграли турнир NAIA, а сам Миккелсен был включён во всеамериканскую сборную NAIA (All-American NAIA). Позднее он получил степень магистра в области психологии в университете Миннесоты.

## Профессиональная карьера
Миккелсен играл вместе с Джорджем Майкеном и Джимом Поллардом в «Миннеаполис Лейкерс». Всю свою карьеру Верн провёл в «Лейкерс», став в её составе четырёхкратным чемпионом НБА. Кроме того он сыграл в шести матчах всех звёзд НБА и четыре раза включался во вторую сборную всех звёзд НБА.
Миккелсен закончил свою карьеру в 1959 году после 10 проведённых сезонов в НБА, сыграв в 699 играх из возможных 704-х. Он закончил свою карьеру на отметке в 10 063 набранных очка и возглавил список игроков по количеству набранных персональных фолов. Кроме того Верн до сих пор удерживает рекорд по количеству дисквалификаций за карьеру (127).

## Тренерская карьера
Позднее Верн работал главным тренером и генеральным менеджером в команде «Миннесота Пайперс», которая выступала в Американской баскетбольной ассоциации.

## Достижения и награды
В 1995 году Миккелсен был введён в Зал славы баскетбола вместе с тренером «Лейкерс» Джоном Кандлой.
В 2002 году в перерыве матча между командами «Лос-Анджелес Лейкерс» против «Миннесота Тимбервулвз» Миккелсену вместе с членами Зала славы баскетбола и партнёрами по «Миннеаполис Лейкерс» Джорджем Майкеном, Слейтером Мартином, Арли Поллард (вдова Джима Полларда), Клайдом Лавлеттом и тренером Джоном Кандлой были вручены чемпионские перстни. Остальные игроки «Миннеаполиса» также получили перстни в том же году.

## Личная жизнь и семья
Жена Верна Миккелсена умерла в 2002 году, после 47 лет в браке. У них двое сыновей, которых зовут Том и Джон.
В 2006 году была опубликована написанная Джоном Иганом биография под названием «История Верна Миккелсена» ("The Vern Mikkelsen Story").
Верн Миккелсен скончался в четверг, 21 ноября 2013 года, на 86-м году жизни в городе Уайзета (штат Миннесота) в своём доме в окружении семьи.

## Статистика

### Статистика в НБА
| Сезон                                                                                    | Команда             | Регулярный сезон | Регулярный сезон | Регулярный сезон | Регулярный сезон | Регулярный сезон | Регулярный сезон | Регулярный сезон | Регулярный сезон | Регулярный сезон | Регулярный сезон | Регулярный сезон | Серия плей-офф | Серия плей-офф | Серия плей-офф | Серия плей-офф | Серия плей-офф | Серия плей-офф | Серия плей-офф | Серия плей-офф | Серия плей-офф | Серия плей-офф | Серия плей-офф |
| Сезон                                                                                    | Команда             | GP               | GS               | MPG              | FG%              | 3P%              | FT%              | RPG              | APG              | SPG              | BPG              | PPG              | GP             | GS             | MPG            | FG%            | 3P%            | FT%            | RPG            | APG            | SPG            | BPG            | PPG            |
| ---------------------------------------------------------------------------------------- | ------------------- | ---------------- | ---------------- | ---------------- | ---------------- | ---------------- | ---------------- | ---------------- | ---------------- | ---------------- | ---------------- | ---------------- | -------------- | -------------- | -------------- | -------------- | -------------- | -------------- | -------------- | -------------- | -------------- | -------------- | -------------- |
| 1949/50                                                                                  | Миннеаполис Лейкерс | 68               |                  |                  | 39,9             |                  | 75,2             |                  | 1,8              |                  |                  | 11,6             | 12             |                |                | 36,9           |                | 76,7           |                | 1,5            |                |                | 13,0           |
| 1950/51                                                                                  | Миннеаполис Лейкерс | 64               |                  |                  | 40,2             |                  | 67,6             | 10,2             | 2,8              |                  |                  | 14,1             | 7              |                |                | 40,6           |                | 66,0           | 9,6            | 2,4            |                |                | 15,6           |
| 1951/52                                                                                  | Миннеаполис Лейкерс | 66               |                  | 35,5             | 41,9             |                  | 76,1             | 10,3             | 2,7              |                  |                  | 15,3             | 13             |                | 38,1           | 43,2           |                | 82,8           | 8,5            | 1,5            |                |                | 13,3           |
| 1952/53                                                                                  | Миннеаполис Лейкерс | 70               |                  | 35,2             | 43,5             |                  | 75,2             | 9,3              | 2,1              |                  |                  | 15,0             | 12             |                | 33,3           | 33,1           |                | 84,8           | 8,7            | 2,0            |                |                | 12,0           |
| 1953/54                                                                                  | Миннеаполис Лейкерс | 72               |                  | 31,2             | 37,4             |                  | 74,2             | 8,5              | 1,7              |                  |                  | 11,1             | 13             |                | 28,8           | 45,9           |                | 86,1           | 5,6            | 1,3            |                |                | 10,2           |
| 1954/55                                                                                  | Миннеаполис Лейкерс | 71               |                  | 36,0             | 42,2             |                  | 74,7             | 10,2             | 2,0              |                  |                  | 18,7             | 7              |                | 29,9           | 35,3           |                | 78,3           | 11,1           | 1,9            |                |                | 13,7           |
| 1955/56                                                                                  | Миннеаполис Лейкерс | 72               |                  | 29,2             | 38,6             |                  | 80,4             | 8,4              | 2,4              |                  |                  | 13,4             | 3              |                | 30,0           | 42,3           |                | 90,0           | 5,7            | 0,7            |                |                | 13,3           |
| 1956/57                                                                                  | Миннеаполис Лейкерс | 72               |                  | 30,5             | 37,7             |                  | 80,7             | 8,8              | 1,7              |                  |                  | 13,7             | 5              |                | 32,4           | 39,8           |                | 64,7           | 8,6            | 3,4            |                |                | 17,6           |
| 1957/58                                                                                  | Миннеаполис Лейкерс | 72               |                  | 33,2             | 41,0             |                  | 78,6             | 11,2             | 2,3              |                  |                  | 17,3             | Не участвовал  | Не участвовал  | Не участвовал  | Не участвовал  | Не участвовал  | Не участвовал  | Не участвовал  | Не участвовал  | Не участвовал  | Не участвовал  | Не участвовал  |
| 1958/59                                                                                  | Миннеаполис Лейкерс | 72               |                  | 29,7             | 39,0             |                  | 80,6             | 7,9              | 2,2              |                  |                  | 13,8             | 13             |                | 28,5           | 41,2           |                | 76,7           | 7,2            | 1,8            |                |                | 15,5           |
|                                                                                          | Всего               | 699              |                  | 32,5             | 40,3             |                  | 76,6             | 9,4              | 2,2              |                  |                  | 14,4             | 85             |                | 31,8           | 39,6           |                | 78,3           | 8,0            | 1,8            |                |                | 13,4           |
| Наведите курсор мыши на аббревиатуры в заголовке таблицы, чтобы прочесть их расшифровку. |                     |                  |                  |                  |                  |                  |                  |                  |                  |                  |                  |                  |                |                |                |                |                |                |                |                |                |                |                |